# Translating the Name
Translating the Name es el primer EP de la banda Post Hardcore, Saosin. Fue grabado con su vocalista original llamado Anthony Green.
La versión es un tributo al álbum The Beatles.

## Lista de canciones
1. "Seven Years" – 3:12
2. "Translating the Name" – 3:26
3. "3rd Measurement in C" –
4. "Lost Symphonies" – 2:55
5. "They Perched on Their Stilts, Pointing and Daring Me to Break Custom" – 2:51

## Translating the Name (acústico)
1. "3rd Measurement In C [Acústico]"
2. "Seven Years [Acústico]"

## Translating the Name (Canciones no Lanzadas)
1. "I Can Tell There Was An Accident Here Earlier"
2. "Mookie's Last Christmas"
3. "I Have Become What I've Always Hated"

- Datos: Q7834516